# قسطنطين باباستيفانو
قسطنطين باباستيفانو وُلِد سنة 1924 في دمشق، عاصمة دولة سوريا، وتوفي في 17 نيسان (أبريل) سنة 2016 في أثينا، اليونان. كان أسقف أرثوذكسي شرقي، وشغل منصب مطران بغداد والكويت لمدة طويلة امتدت من سنة 1969 حتى سنة 2014، تحت سلطة بطريركية أنطاكية وسائر المشرق للروم الأرثوذكس.

## السيرة الذاتية
وُلِد قسطنطين في سنة 1924 في مدينة دمشق. التحق بالخدمة الكنسية، ودرس في اليونان حيث نال شهادة البكالوريوس في اللاهوت من جامعة أثينا. سُيِّم كاهنًا سنة 1951 على يد البطريرك ألكسندر الثالث الأنطاكي. في بداية خدمته، عمل ككاهن في دمشق ومحيطها لمدة ثماني عشرة سنة. وخلال النصف الثاني من خمسينيات القرن العشرين، تولّى إدارة المدرسة الإكليريكية في البلمند. في سنة 1964، عيّنه البطريرك ثيوذوسيوس السادس الأنطاكي رئيسًا لدير مار جرجس. وفي سنة 1967، أُوكلت إليه مهام إضافية كنائب عام لأبرشية حماة.
في 7 تشرين الأول (أكتوبر) سنة 1969، انتخبه المجمع المقدس لبطريركية أنطاكية وسائر المشرق مطرانًا على بغداد والكويت. وفي 17 تشرين الأول، جرت مراسم رسامته في دير مار إلياس في ضهور الشوير بلبنان. بعد تنصيبه، بدأ بزيارة وتنظيم شؤون الأبرشية. وفي 23 تشرين الأول 1969، وصل إلى بغداد ليُقيم أول قدّاس له في كاتدرائية مار أندراوس الرسول. وفي 20 تشرين الثاني، زار الرعية في الكويت، وأقام قدّاسًا في اليوم التالي في مرافق مؤقتة داخل الكنيسة الإنجيلية الوطنية.
وخلال السنوات التالية، أسّس عددًا من الرعايا الأرثوذكسية في منطقة الخليج الفارسي، أولها في دبي وأبوظبي سنة 1980. وفي سنة 1984، انتُخب عضوًا في اللجنة المجمعية المكلّفة بإدارة معهد القديس يوحنا الدمشقي اللاهوتي، وفي سنة 1986 أصبح هو مدير المعهد نفسه. ثم أسّس رعية أرثوذكسية في سلطنة عمان سنة 1998، تبعتها رعية في البحرين سنة 2000.

## الوفاة
في سنة 2010، نُقل المطران قسطنطين إلى أحد مستشفيات لندن. ونظرًا لسوء حالته الصحية وتقدّمه في السن، قرر التقاعد في 17 حزيران (يونيو) سنة 2014، وخلفه المطران الجديد غطاس الحازم.
توفي المطران قسطنطين في 17 نيسان (أبريل) سنة 2016.